# ド・ケルバン病
ド・ケルバン病（ド・ケルバンびょう、de Quervain disease）は、腱鞘炎の一種。長母指外転筋腱と短母指伸筋腱が、橈骨茎状突起部と伸筋支帯に絞扼されて発生する。50歳代と20歳代の女性に多く見られる。
ドゥケルバン病、ドケルバン病と表記することもある。ド・ケルバン腱鞘炎（けんしょうえん、de Quervain's tenosynovitis）、ド・ケルバン症候群（しょうこうぐん、de Quervain syndrome）、狭窄性腱鞘炎（きょうさくせいけんしょうえん）も同義（ただし狭窄性腱鞘炎は広義にはばね指など他部位の疾患を含む場合がある）。
1895年にスイスの外科医であるフリッツ・ド・ケルバンによって報告されたことからこの名がついた。
患者の母指を把持した状態で手関節を他動的に尺屈させることで疼痛を誘発するFinkelsteinテストが診断に用いられる。